# Anomoianthella lamella
Anomoianthella lamella är en svampdjursart som beskrevs av Gustavo Pulitzer-Finali och Pronzato 1999. Anomoianthella lamella ingår i släktet Anomoianthella och familjen Ianthellidae.
Artens utbredningsområde är Papua Nya Guinea. Inga underarter finns listade i Catalogue of Life.